# Longcochon
Longcochon ist eine französische Gemeinde im Département Jura in der Region Bourgogne-Franche-Comté.

## Geographie
Longcochon liegt auf 861 m, etwa 13 Kilometer ostnordöstlich der Stadt Champagnole (Luftlinie). Das Bauerndorf erstreckt sich im Jura, im Val de Mièges auf einem Ausläufer des Hochplateaus von Mignovillard, zwischen den Talniederungen der Serpentine im Norden und der Settière im Süden.
Die Fläche des 3,64 km² großen Gemeindegebiets umfasst einen Abschnitt des französischen Juras. Der Hauptteil des Gebietes wird von der Höhe von Longcochon eingenommen, die sich nach Osten zum Plateau von Mignovillard fortsetzt. Sie ist hauptsächlich von Wies- und Weideland bestanden. Mit 886 m wird auf der Höhe östlich von Longcochon die höchste Erhebung der Gemeinde erreicht. Nach Südosten erstreckt sich das Gemeindeareal über die Talniederung der Settière bis auf das angrenzende Hochplateau. Die Settière sorgt für die Entwässerung des Gebietes nach Westen über die Serpentine zum Ain.
Nachbargemeinden von Longcochon sind Molpré im Norden, Mignovillard im Osten, La Latette und Rix im Süden sowie Nozeroy im Westen.

## Geschichte
Erstmals urkundlich erwähnt wird Longcochon im 13. Jahrhundert. Im Mittelalter gehörte das Dorf zur Herrschaft Nozeroy. Im Jahr 1639 wurde es von den vorbeiziehenden Truppen des Herzogs Bernhard von Sachsen-Weimar geplündert und zerstört. Zusammen mit der Franche-Comté gelangte Longcochon mit dem Frieden von Nimwegen 1678 an Frankreich.

## Sehenswürdigkeiten

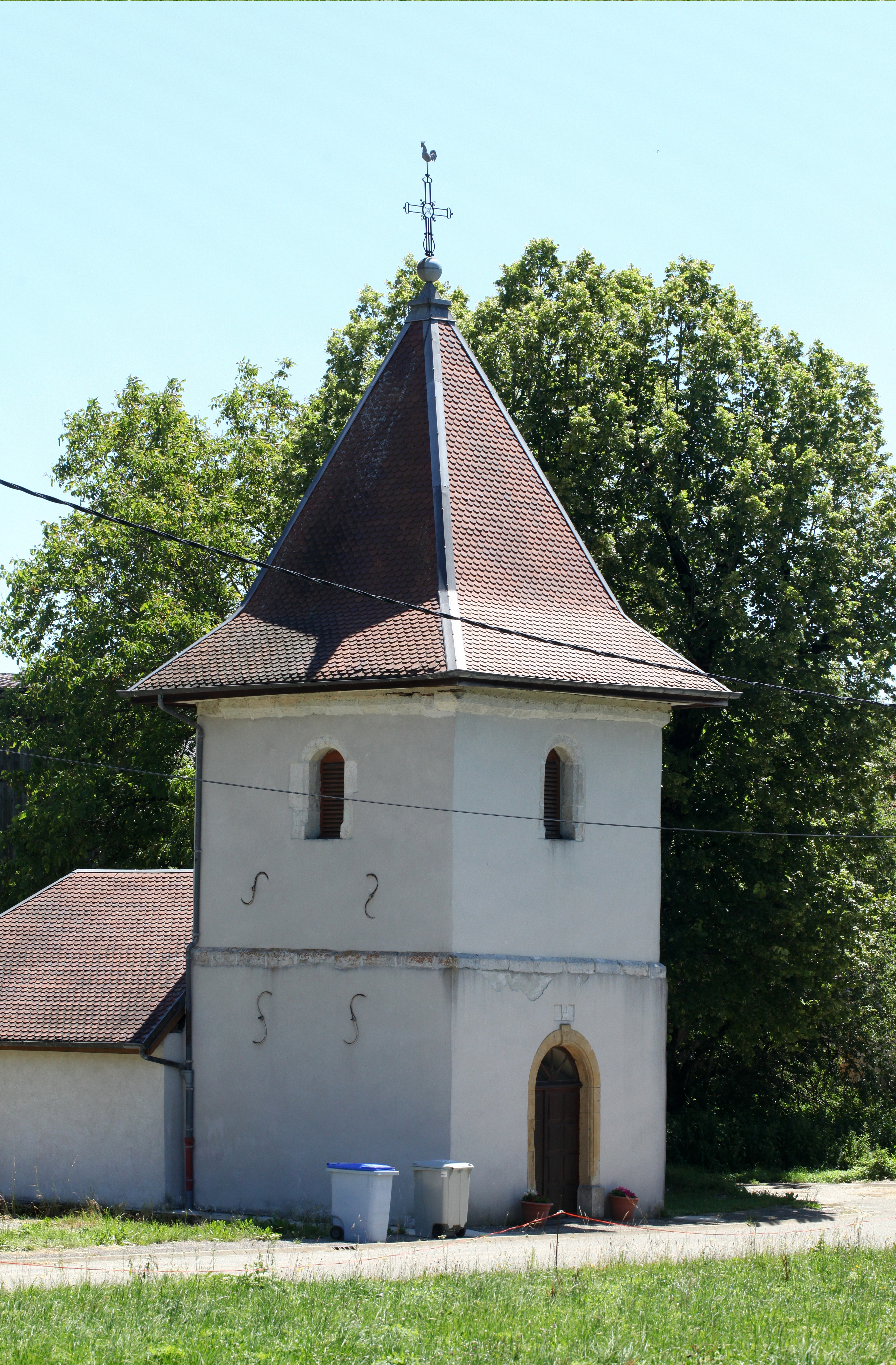
Kirche Sainte-Anne

Die Kirche Sainte-Anne in Longcochon wurde im 17. Jahrhundert erbaut und im 18. sowie im 19. Jahrhundert verändert.

## Bevölkerung
| Jahr                       | 1962 | 1968 | 1975 | 1982 | 1990 | 1999 | 2005 | 2018 |
| Einwohner                  | 64   | 54   | 42   | 40   | 49   | 51   | 42   | 62   |
| Quellen: Cassini und INSEE |      |      |      |      |      |      |      |      |

Mit 58 Einwohnern (Stand 1. Januar 2022) gehört Longcochon zu den kleinsten Gemeinden des Départements Jura. Nachdem die Einwohnerzahl in der ersten Hälfte des 20. Jahrhunderts markant abgenommen hatte (1886 wurden noch 130 Personen gezählt), wurden seit Beginn der 1970er Jahre nur noch geringe Schwankungen verzeichnet.

## Wirtschaft und Infrastruktur
Longcochon war bis weit ins 20. Jahrhundert hinein ein vorwiegend durch die Landwirtschaft, insbesondere Milchwirtschaft und Viehzucht geprägtes Dorf. Noch heute leben die Bewohner zur Hauptsache von der Tätigkeit im ersten Sektor. Außerhalb des primären Sektors gibt es nur wenige Arbeitsplätze im Dorf. Einige Erwerbstätige sind auch Wegpendler, die in den umliegenden größeren Ortschaften ihrer Arbeit nachgehen.
Die Ortschaft liegt abseits der größeren Durchgangsstraßen an einer Departementsstraße, die von Nozeroy nach Mignovillard führt. Eine weitere Straßenverbindung besteht mit La Latette.